# Bergger
Bergger  est une entreprise française de produits photographiques noir et blanc. Son siège social est à Vicq-sur-Breuilh.